# Klasponskär och Häran
Klasponskär och Häran är en ö i Åland (Finland). Den ligger i Skärgårdshavet och i kommunen Sottunga i landskapet Åland, i den sydvästra delen av landet. Ön ligger omkring 42 kilometer öster om Mariehamn och omkring 230 kilometer väster om Helsingfors.
Öns area är 32,2 hektar och dess största längd är 1,2 kilometer i nord-sydlig riktning. Ön höjer sig omkring 15 meter över havsytan.